# Radosław Majdan
Radosław Majdan (Stettino, 10 maggio 1972) è un ex calciatore polacco, di ruolo portiere.

## Carriera

### Nazionale
Ha partecipato ai Mondiali del 2002.

## Palmarès

### Club

#### Competizioni nazionali
- Campionato polacco: 2

Wisla Cracovia: 2003-2004, 2004-2005
- Campionato polacco di seconda divisione: 1

Pogon Stettino: 1991-1992